# Zins
Zins (lateinisch census ‚Abschätzung‘) ist das Entgelt, das ein Schuldner einem Gläubiger als Gegenleistung für vorübergehend überlassenes Kapital zahlt. Gegensatz ist der Negativzins.

## Etymologie
Das Wort Zins ist ein Lehnwort aus einer früheren Vermögens- oder Einkommensabgabe (lateinisch census, wörtlich „Abschätzung“, von lateinisch censere, „schätzen“), woraus sich zur Zeit der Merowinger der Zensus als Synonym für Abgaben entwickelte. Der Zinsschuldner (lateinisch Censit) hatte diese Abgabe entweder in Getreide („Korngült“), sonstigen Naturalien („Küchenzinsen“; Eier, Gänse, Hühner), als Pachtzins, Erbzins (heute Erbpacht) oder in Geld zu bezahlen („Pfennigzins“). Hiermit erfasste man alle Natural- oder Geldabgaben besitz-, personen- oder hoheitsrechtlicher Art. Heute steht das Wort „Zensus“ für eine Volkszählung.

## Geschichte
Der Zins kann auf eine bewegte Wirtschaftsgeschichte zurücksehen. Insbesondere Religionen verboten ihn zumindest zeitweise, erlaubten ihn wieder, schränkten ihn ein und befassten sich mit dem Wucherzins.

### Altertum
Um 2400 vor Christus dürfte bei den Sumerern der älteste Zinsbegriff (maš; deutsch „Kalb, Ziegenjunges“) entstanden sein. Damit deutet dieser Zinsbegriff auf den Naturallohn hin. Auch der Zinseszins (mašmaš) hat hier seinen Ursprung. In Babylon kannte man den Marktzins als „şibat kârim“. Der Codex Hammurapi aus dem 18. Jahrhundert v. Chr. erlaubte den Zins, bei Nichtzahlung drohte die Schuldknechtschaft. Zur Verhinderung von Auswüchsen führte Hammurapi I. einen Höchstzins ein, der für Gerste bei 33 1/3 % und für Silber bei 20 % lag. Bereits damals kam das Kreditrisiko in der Höhe des Zinssatzes zum Ausdruck, denn Gerstenkredite galten wegen des Ernterisikos als riskant.
Das jüdische Bundesbuch verbot zwischen 1000 und 800 v. Chr. den Zins bei Krediten an Arme (Ex 22,24 ). Das Deuteronominum verlangt: „Du sollst von Deinen Volksgenossen keinen Zins nehmen, weder Zins für Geld, noch Zins für Speise, noch Zins für irgendetwas, was man leihen kann“ (Dtn 23,20 ). Unter „Volksgenossen“ verstand der Tanach nur die Juden. Daraus folgerte man, dass Juden Kredite an Nichtjuden verleihen durften. Geldverleiher durften in Judäa 30 n. Chr. Zinsen auf Depositen vergüten.
Platon war der Auffassung, dass die Zinseinnahme den Staat schädige. Dem pflichtete Aristoteles im Ergebnis bei. Wucherer veranlassten Solon 550 vor Christus in Griechenland, den Höchstzins auf 12 % zu beschränken, auch Indien regulierte 324 v. Chr. gesetzlich den Zins.
Den Darlehenszins nannten die Römer lateinisch „usura“ oder lateinisch „fenus“. Es handelte sich zunächst um eine Gebühr für die Vermietung einer vertretbaren Sache (lateinisch res fungibilis). Das römische Recht kannte mit dem Mutuum ein zinsloses Darlehen meist aus Gefälligkeit an Verwandte oder Freunde, bei dem Zinsen nur gesondert durch eine Stipulation erhoben werden konnten. Der Schuldner hieß dabei lateinisch „debitor usurarius“. Das Zwölftafelgesetz von 451 v. Chr. begrenzte den Zins auf ein Zwölftel der Darlehenssumme (lateinisch fenus unciarum), der deshalb 8,33 % nicht übersteigen durfte. Titus Manlius Imperiosus Torquatus halbierte 407 v. Chr. diesen Zinssatz (lateinisch semiunciarium fenus). In der Römischen Republik traten im Jahre 387 v. Chr. die „Gesetze des Licinius und des Sextius“ (lateinisch Leges Liciniae Sextiae) in Kraft, wonach die bezahlten Zinsen auf das Kapital angerechnet und für den Rest Tilgungsfristen von 3 Jahren bestimmt wurden. Zum Ende der Römischen Republik um 27 v. Chr. lag der Höchstzins (lateinisch usura ultra alterum tantum) bei 12 %.
Der Wirtschaftshistoriker Richard Sylla wies 1991 einen U-förmigen Verlauf der Zinskurven in der Antike nach. Demnach gab es zu Beginn einer Kultur wegen der großen Risiken noch hohe Zinsen, das Zinsniveau sank bei Stabilisierung einer Gesellschaft und stieg beim Verfall einer Kultur. Im römischen Imperium lagen die Zinsen bei 4 Prozent, als es bis zum 2. Jahrhundert den Höhepunkt seiner Macht erreichte. Nach dem Verfall Westroms (476 n. Chr.) erreichten die Zinsen dort ihren Höhepunkt.

### Christentum, Islam, Judentum in Spätantike und Mittelalter
Mit Aufkommen des Christentums stieß die Zinszahlung auf heftige Kritik der frühen Kirche, denn in Not geratene bedürftige Personen sollten zinslose Darlehen bekommen (Lk 6,35 , (Lev 25,36 )). „Usura“ erhielt in der Kirchensprache die Konnotation für verbotenen Zins. Das kanonische Recht erklärte Zinseinnehmen für Raub (lateinisch si quis usuram acceperit, rapinam facit, vitam non vivit). Ein Verstoß gegen dieses kanonische Zinsverbot hatte die Exkommunikation, Ausweisung aus der Gemeinde, Verweigerung des kirchlichen Begräbnisses oder Versagung der Absolution zur Folge.
Der oströmische Kaiser Justinian I. verminderte ihn 533 n. Chr. auf 6 %. Nur für Seedarlehen (lateinisch usurae maritimae) sah er wegen des damit verbundenen Risikos unbeschränkte Zinsen vor. Zinseszinsen (lateinisch usurae usurarum) unterlagen einem Verbot. Der fränkische König Karl der Große erklärte in seiner „Allgemeinen Ermahnung“ (lateinisch Admonitio generalis) im März 789 das Zinsverbot zum weltlichen Verbot.
Der Patriarch Photios I. hielt vor 863 das christliche Zinsverbot für falsch und ließ Verzugszinsen ausdrücklich zu, der byzantinisch-orthodoxe Rechtsgelehrte Theodoros Balsamon ließ die Zinsen (griechisch τόκος, „Junges“) nach 1193 als „Interesse“ gelten. Dieses Wort ist heute noch im Englischen und Französischen für Zins gebräuchlich (englisch interest, französisch intérêt) und war es auch zeitweise im Deutschen. Das lateinische Wort Interesse (deutsch dabei sein) betraf im Mittelalter einen zu ersetzenden Schaden, danach auch einen entgangenen Gewinn.
Das bestehende kanonische Zinsverbot wurde unter Papst Innozenz III. im Jahre auf dem Vierten Laterankonzil 1215 erneuert und verschärft. Thomas von Aquin (Summa theologica) hielt um 1268 Zinseinnehmen „von irgendeinem Menschen schlechthin für böse“. Das kanonische Zinsverbot erlaubte stattdessen den Rentenkauf, den erstmals 1270 das Hamburger Stadtrecht als durch Wiederkauf ablösbar anerkannte.
In England verbot Heinrich VII. 1512 den Zins (englisch usury) und erklärte alle bisherigen zinstragenden Geschäfte für nichtig. Heinrich VIII. erließ 1545 nach seinem Bruch mit dem Papst ein Gesetz, wonach der Zins (englisch interest) als legaler Ausgleich (englisch compensation) für die Geldnutzung (englisch use) galt, während der Wucher (englisch usury) illegal sei. Es bestätigte den seit 1198 bestehenden Höchstzins von 10 %. Heinrich VIII. sorgte mit seinem Gesetz von 1545 für die heute noch im englischsprachigen Raum gebräuchliche Unterscheidung zwischen dem regulären Zins (englisch interest) und dem Wucher (englisch usury).
Der Islam forderte seit 622 n. Chr. dazu auf, nicht Zins (arabisch ribā; „Zuwachs, Vermehrung“) zu nehmen, indem die Gläubiger in mehrfachen Beträgen wiedernehmen, was sie ausgeliehen haben (Koran, 3:130). Nach Sure 2:279 hat der Kreditnehmer dem Kreditgeber nur das Kapital zurückzuerstatten. Beim islamischen Zinsverbot ist es bis heute in der Scharia geblieben.
Juden brauchten die christlichen Regeln des Zinsverbots nicht zu befolgen, und manche wurden deshalb im Hochmittelalter zu Geldverleihern. Ihnen erlaubte die Thora Zinsgeschäfte (hebräisch עניין) mit Angehörigen anderer Religionen (Nichtjuden). Die Reichspolizeiordnung von 1577 begrenzte den Höchstzinssatz für den Geldverleih der Juden auf 5 %. Erste mathematische Zinsberechnungen ermöglichte 1614 John Napier mit der Erfindung des Logarithmus, 1617 beschrieb er das exponentielle Wachstum von Schulden durch Zinsen.

### Neuzeit ab 1500
Eine Lockerung des Zinsverbots trat inzwischen durch die Reichsabschiede von 1500, 1548 und 1577 ein, die nach ihrem Wortlaut einen Zins von 5 % für den Rentenkauf erlaubten, was die Allgemeinheit jedoch auch auf Darlehen bezog.  Bereits 1532 erkannte das Reichskammergericht an, dass der Kreditnehmer neben einem Darlehen auch das „aufgelauffen Interesse zu bezahlen schuldig“ sei. Im Jahre 1638 plädierte der Universalgelehrte Claudius Salmasius für die Zulässigkeit des Zinses. In Frankreich legte Maximilien de Béthune, duc de Sully 1601 den Höchstzins auf 6 ¼ % fest. Das Reichskammergericht erkannte den Darlehenszins erstmals nach dem Jüngsten Reichsabschied von 1654 als einklagbar an. Im Westfälischen Frieden von 1648 wurden mit 5 % verzinste Darlehen für zulässig erklärt. Im Anschluss daran hielt die deutsche Rechtswissenschaft das Zinsverbot für gewohnheitsrechtlich abgeschafft. John Locke veröffentlichte 1692 die bereits 1668 von ihm verfassten „Betrachtungen über die Senkung des Zinssatzes und die Erhöhung des Geldwertes“, worin er die Auffassung vertrat, dass zu niedrige Zinsen die Geldgeber zum Horten veranlassten und zu hohe Zinsen die Gewinne der Kaufleute schmälerten und einen Rückgang der Geldnachfrage bewirken würden.
Nach faktischer Aufhebung des Zinsverbots gab es den erlaubten Zins (lateinisch fenus) und den Wucher (lateinisch usura) als einen über dem gesetzlichen Höchstzins liegenden Zins. Das in Deutschland eingeführte Wort Zins stammte aus der Klosterverwaltung. Ein deutsches Rechtslexikon definierte 1738 „Zins ist was vor den Gebrauch einer Summe Geldes oder andern Sache in gleichen entrichtet wird“. In Italien bezeichnete Ferdinando Galiani 1750 den Zins humorvoll als „die Frucht des Geldes“, als „Preis für das Herzklopfen“ (des Gläubigers). Cesare Beccaria unterschied 1769 scharf zwischen Interesse und Zins, das erstere ist der unmittelbare Nutzen einer Sache, der Zins dagegen der „Nutzen des Nutzens“ (italienisch l’utilità dell‘utilità). Zinsen wurden in vergangenen Jahrhunderten an bestimmten Tagen im Jahr fällig (so genannte Zinstage) und mussten am Zahltag bezahlt werden.
In Österreich erließ am 29. Januar 1787 Joseph II. ein Patent, wonach die Höchstzinssätze entfielen. Doch bereits am 2. Dezember 1803 führte Franz II. eine erneute Zinsobergrenze von 5 % bzw. 6 % ein. Das Allgemeine Preußische Landrecht (APL) vom Juni 1794 entschied sich für mehrere Höchstzinssätze: „Bey Darlehen können, der Regel nach, nur Fünf vom Hundert jährliche Zinsen vorbedungen werden“ und „Kaufleuten ist erlaubt, Sechs, und Juden Acht vom Hundert, an Zinsen sich verschreiben zu lassen“ (I 11, §§ 804 f. APL). Im Jahre 1848 entfiel diese Begrenzung. Das im Juni 1811 in Kraft getretene ABGB sah einen Höchstzinssatz von 6 % vor (§ 994 ABGB), der jedoch durch das Zinsgesetz vom Juni 1868 entfiel. Der französische Code civil (CC) entschied sich im März 1804 für die Zinsfreiheit (Art. 1907 CC), doch legte ein Gesetz vom 3. September 1807 eine Zinsobergrenze von 5 % (zivile Rechtsgeschäfte) und 6 % (Handelsgeschäfte) fest, was bis 1918 galt. Die katholische Kirche hob das kanonische Zinsverbot offiziell erst 1822 auf. Im Jahre 1858 gab es noch einen weiten Begriffsinhalt, denn unter Zins verstand man damals auch jede „Abgabe, welche auf einem Bauerngute als Reallast ruht, …“.

### 20. Jahrhundert
In Deutschland gab es seit Januar 1937 eine staatliche Zinsreglementierung, die mit Hilfe der „Zinsverordnung“ den Kreditinstituten im „Sollzinsabkommen“ Höchstzinssätze vorschrieb, die im Kreditgeschäft nicht überschritten und im „Habenzinsabkommen“ beim Einlagengeschäft maximal vergütet, aber auch unterschritten werden durften. Sollzinsen und Habenzinsen blieben dadurch stabil, Anpassungsbedarf bestand nicht. Diese Zinsverordnung endete im April 1967. Nach Freigabe der Zinsen im April 1967 konnten sich Soll- und Habenzinsen frei der Marktentwicklung anpassen, wodurch jedoch für die Marktteilnehmer Marktrisiken und insbesondere Zinsänderungsrisiken entstanden.
Im Jahre 1992 sah das pakistanische Bundes-Schariagericht in allen Formen des Zinsennehmens einen Verstoß gegen die Scharia. Im Rahmen des islamischen Finanzwesens entwickelten sich seither Rechtsinstitute, die zinsähnliche Einnahmen (wie murabaha und mudaraba) zum Inhalt haben.
Seit Januar 2012 verbreiten sich in der Eurozone Negativzinsen, zunächst in Form einer negativen Rendite, dann aber auch durch einen negativen Nominalzins, so dass Gläubiger bei ihrer Geldanlage einen Zinsaufwand zahlen müssen.

## Zins in den Wissenschaften

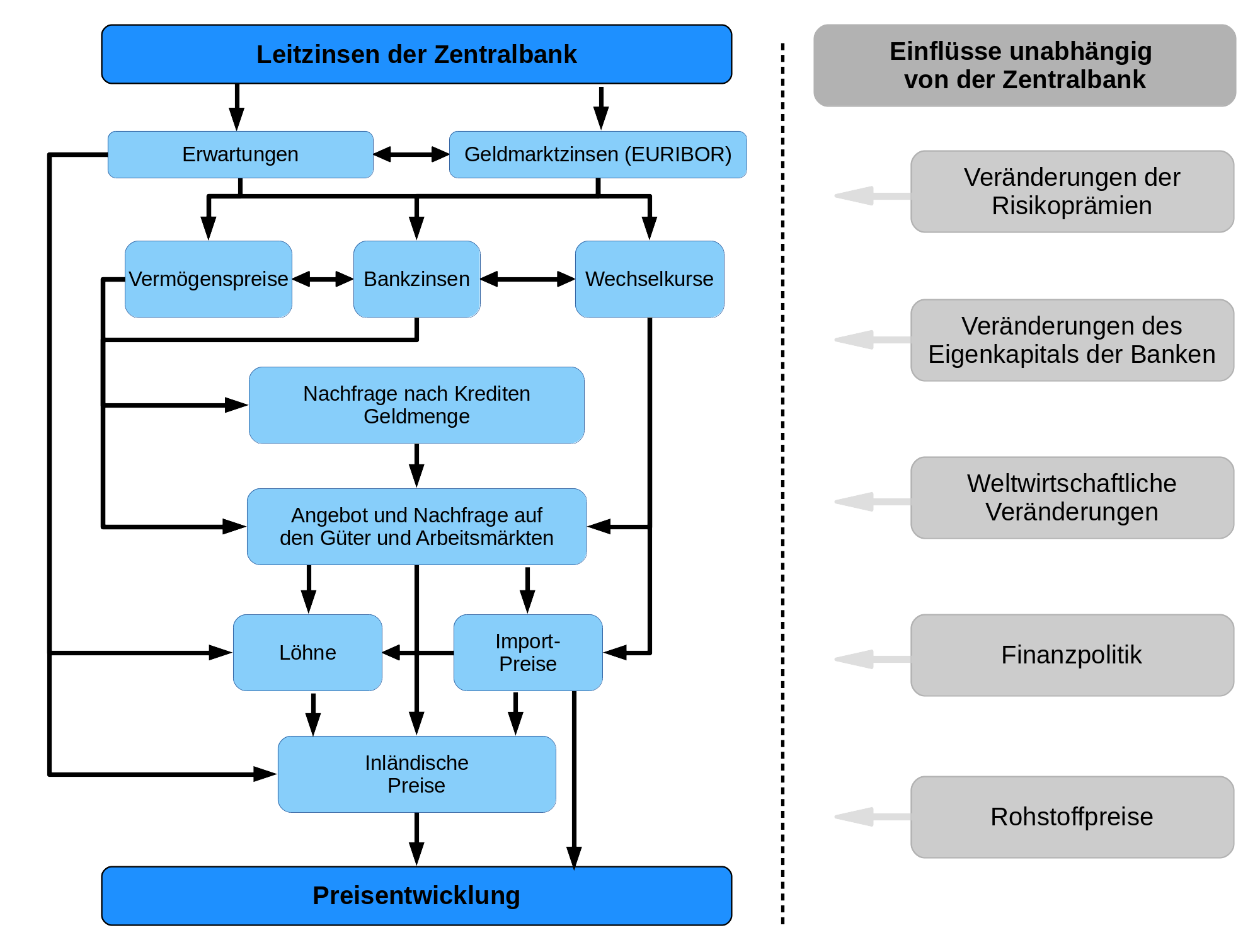
Vereinfachte Darstellung des geldpolitischen Transmissionsmechanismus von den durch die Zentralbank festgelegten Leitzinsen zu den Preisen.

Der Zins ist Erkenntnisobjekt insbesondere in der Volkswirtschaftslehre, Betriebswirtschaftslehre, Bankbetriebslehre, Rechtswissenschaft oder Sozialpsychologie. Die Volkswirtschaftslehre definiert ihn als Preis für die befristete Überlassung des Produktionsfaktors Kapital. Diese Kapitalüberlassung kann einerseits in Form des Kredits (Kreditzins, Sollzins) und andererseits als Geldanlage (Habenzins) geschehen. Die Zahlung des Zinses erfolgt beim Kredit durch den Kreditnehmer an den Kreditgeber, bei der Geldanlage durch den Schuldner/Emittent an den Anleger. Beim Kreditnehmer stellt diese Zahlung einen Zinsaufwand dar, beim Kreditgeber entsprechend einen Zinsertrag (umgekehrt beim Negativzins).
Die Zentralbanken legen die Leitzinsen fest und setzen damit obere und untere Grenzen für die Geldmarktzinsen (EURIBOR oder LIBOR), zu denen sich Geschäftsbanken untereinander Kredite einräumen. Ein Interbankenkredit könnte nämlich durch einen Kredit bei der Zentralbank und Übertragung von Zentralbankgeld substituiert werden. Über die mittel- bis langfristigen Ausblicke der Zentralbanken und weitere Transmissionsmechanismen wirken sich Leitzinsänderungen auch auf Spar- und Kreditzinsen längerer Laufzeit und andere Größen der Volkswirtschaft wie Lohnniveau, Inflation oder Wirtschaftswachstum aus.
Wegen der weltweit praktizierten Geldpolitik der Zinssteuerung durch die Zentralbanken bestimmen die Leitzinsen das Geldangebot und nicht umgekehrt. Denn Banken können sich zum Leitzins so viel Geld beschaffen, wie für ihre Zwecke erforderlich. Es wird dann in diesem Umfang von der Zentralbank geschöpft. Somit sind die verschiedenen Geldmengen endogene Größen des Wirtschaftssystems abhängig vom Zinsniveau.
In den Wirtschaftswissenschaften ist die oben erklärte Zinsweitergabe (englisch interest rate pass-through) als Teil der erwähnten Transmissionsmechanismen Gegenstand der Forschung. So funktioniert die Anpassung der Haben- und Kreditzinsen an geänderte Leitzinsen in einigen Ländern der Europäischen Währungsunion schneller und vollständiger als in anderen. Auch scheinen die Theorie des Klein-Monti-Modells (1971) und dessen Erweiterungen auf ein Oligopol-Umfeld das Zinssetzungsverhalten der Geschäftsbanken realistischer zu erklären, als eine einfache Betrachtung im perfekten Wettbewerb.
Im deutschen Zivilrecht sind Zinsen die Früchte einer Geldforderung (§ 99 BGB). Für die Erfassung von Zinseinnahmen gilt im Steuerrecht und in der Finanzwissenschaft das Nominalwertprinzip, wonach als Maßstab für den Geldwert nur das Geld selbst zulässig sei, nicht jedoch andere Bezugsgrößen (Grundsatz: Euro 2002 = Euro 2020).

## Arten
Die Zinsen auf den Teilmärkten des Finanzmarkts haben spezifische Bezeichnungen:
| Finanzmarkt/Immobilienmarkt             | Zinsart                          |
| --------------------------------------- | -------------------------------- |
| Geldmarkt                               | Geldmarktzins                    |
| Kapitalmarkt                            | Kapitalmarktzins                 |
| Bankenmarkt: Kreditmarkt, Einlagenmarkt | Bankzinsen: Kreditzins Habenzins |
| Immobilienmarkt                         | Mietzins, Pachtzins              |

Zinsen auf Geldkapital
Für eine Geldanlage werden Zinsen oder ähnliche Vergütungen bezahlt. Der Geldmarktzins ist der Zinssatz für kurzfristige Kreditaufnahme auf dem Geldmarkt, besonders im Verkehr von Kreditinstituten untereinander (Interbankenhandel) oder zwischen Kreditinstituten und Zentralbank, wo er speziell Leitzins genannt wird. Kapitalmarktzins ist der Zinssatz für langfristige Kapitalanlagen auf dem Kapitalmarkt.
Zinsen auf Sachkapital
Miete oder Mietzins ist das Entgelt für die Überlassung von Immobilien wie Wohnungen, Geschäftsräume, Häuser, Ferienhäuser, Garagen usw. Der Begriff Miete wird aber auch als Bezahlung für die zeitlich begrenzte Überlassung beweglicher Gegenstände wie Autos, Werkzeug, Bagger, Mietwagen, verwendet. Das Gesetz spricht lediglich von „Miete“ (§ 535 Abs. 2 BGB).
Pachtzins ist der Zins für die Überlassung von Grundstücken und Immobilien, die der Pächter nicht nur nutzen, sondern auch bewirtschaften und die Früchte ziehen kann.
Erbbaurechtszins ist die regelmäßige Abgabe für im Erbbaurecht überlassene Grundstücke, in der Schweiz entsprechend „Baurechtszins“ genannt.

## Wichtige Zinssätze

### Gesetzliche Zinssätze in Deutschland
Falls eine Schuld verzinslich ist, aber ein Zinssatz nicht ausdrücklich vereinbart oder gesetzlich vorgeschrieben ist, gilt nach § 246 BGB ein gesetzlicher Zinssatz von 4 % p. a.
Der Verzugszinssatz ist in § 288 BGB gesetzlich festgelegt und liegt für Rechtsgeschäfte, an denen ein Verbraucher beteiligt ist, 5 Prozentpunkte p. a. über dem Basiszinssatz, für Immobiliendarlehen an Verbraucher nach § 497
nur 2,5 Prozentpunkte p. a. über dem Basiszinssatz. Wenn kein Verbraucher beteiligt ist, liegt der Verzugszinssatz mit 9 Prozentpunkten p. a. über dem Basiszinssatz deutlich höher. Für Prozesszinsen gilt nach § 291 BGB der gleiche Zinssatz wie für Verzugszinsen.
Der Zinssatz für Steuerzinsen beträgt nach § 238 AO 0,15 % pro Monat (1,8 % p. a.).

### Zentralbankzinssätze
Die Zentralbanken steuern über verschiedene Finanzinstrumente die Geldpolitik ihres Währungsraumes mit so genannten Leitzinsen. Volkswirtschaftliche Ziele, die durch Beeinflussung des Zinsniveaus erreicht werden sollen, sind z. B. Preisniveaustabilität (Hauptziel der EZB) oder auch Wirtschaftswachstum.
Zentralbankzinssätze sind unter anderem:
- Hauptrefinanzierungssatz
- Spitzenrefinanzierungssatz
- Einlagesatz
- Basiszinssatz
- Lombardsatz (in der Europäischen Wirtschafts- und Währungsunion (EWWU) durch die voranstehenden Instrumente abgelöst)
- Diskontsatz (in der EWWU durch die voranstehenden Instrumente abgelöst, in den USA und UK noch gebräuchlich)
- Federal Funds Rate der US-Notenbank

### Marktzinssätze
Insbesondere für den Geldmarkt werden an jedem Handelstag unter anderen diese Referenzzinssätze ermittelt:
- Euribor
- EONIA
- Libor

Sie werden als Bezugs- und Orientierungsgröße für weitere Marktzinsen im nationalen und internationalen Kreditverkehr herangezogen.

### Bank- und Sparkassenzinssätze
- Spareckzins
- Hypothekenzins
- Kreditzins

## Zinstheorien
Einige Ökonomen haben über Entstehung, Verlauf, Entwicklung oder Auswirkungen des Zinses Theorien aufgestellt, von denen die wichtigsten erwähnt werden. Friedrich A. Lutz fasste 1965 die Aufgaben der Zinstheorie wie folgt zusammen: Sie soll erklären, „wie sich die verschiedenen Zinssätze bilden und auf welcher Höhe sie sich einstellen“. Dabei übersah er, dass auch die Preisbildung auf den Finanzmärkten, der Einfluss der Zinsen auf den Gütermarkt oder die Geldpolitik zu untersuchen waren. Lutz verschaffte 1967 einen Überblick über die bestehenden Zinstheorien. Da der Zins als Preis gilt, hat er mit diesem die Preisfunktionen gemeinsam. Spezifische Funktionen des Zinses sind darüber hinaus:
- Entgelt für entliehene oder gemietete Sachgegenstände oder Geld als Darlehen bzw. Kredit,
- Vergütung des Rückgabe- oder Rückzahlungsrisikos (Risikoprämie),
- Pauschalierung von Schadensersatz (Verzugszins),
- Inflationsausgleich: Ausgleich für den Kaufkraftverlust des Kreditbetrags bei Inflation.
- Opportunitätskosten: Der Gläubiger könnte mit dem verliehenen Kapital selbst wirtschaftlich tätig werden und Gewinne erzielen, für die er sich durch Zins entschädigen lässt. Die entgangenen Gewinne werden als Kosten verstanden. Opportunitätskosten können auch durch einen Konsumverzicht entstehen.

Der theoretischen Erklärung des Zinses widmen sich Zinstheorien:

### Klassisch/Neoklassisch
Im Verständnis klassischer und neoklassischer Wirtschaftswissenschaftler erfüllt der Zins (und allgemeiner das Kapitaleinkommen) eine wichtige Funktion als Allokationsmechanismus, also einen Mechanismus, der Messungen erlaubt und daher Entscheidungshilfe bietet: Eine Kühlschrankfabrik am Nordpol vermöchte womöglich tatsächlich kostendeckend zu arbeiten, dennoch wäre die niedrigere Rendite ein Indiz und Anreiz dafür, dass eine andere Investition sinnvoller wäre – für die Allgemeinheit ebenso wie für die Investoren.
Die Renditeniveaus in unterschiedlichen Branchen (beispielsweise Flugzeuge, Autos, Informationstechnologie) sind ein Indikator für die Knappheit im volkswirtschaftlichen Sinn. Ein allgemeines Verbot von Zinsen würde also erschweren, diese Knappheit zu finden und zu beseitigen. Des Weiteren besagen die Erfahrungen aus dem islamischen Bankwesen, dass Nullzinsgebote schlichtweg umgangen werden – Kapital kann aufgrund der Liquiditätspräferenz eine Rendite fordern, und ohne Investition keine wirtschaftliche Entwicklung. Dies führt zu der Vermutung, dass selbst die Schwächsten einer Gesellschaft in einer Wirtschaft ohne Nullzinsgebot schlussendlich wirtschaftlich besser gestellt sind als in einer Wirtschaft, die das Nehmen von Zinsen bzw. Kapitaleinkommen effektiv verbietet und verfolgt.
Ein hypothetischer Investor, der aus rein altruistischen Motiven handelte, müsste das Renditeniveau zuhilfenehmen, um herauszufinden, wo er am nachhaltigsten die Versorgung der Gesellschaft mit Gütern – und somit die langfristige Reduzierung der wirtschaftlichen Knappheit – unterstützt. Die Vorstellung, dass pur egoistisches und rein altruistisches Handeln sich bei besserem Wissen um die Umstände immer ähnlicher sehen, beziehungsweise der Investor, der angelockt von hohen Kapitaleinkommen die Knappheit der Allgemeinheit da beseitigt, wo sie am allergrößten ist, und so unfreiwillig altruistisch handelt, ist ein zentrales Element von Adam Smiths Unsichtbarer Hand und der klassischen liberalen Ethik.

### Erklärung des Zinses nach Eugen von Böhm-Bawerk
Der österreichische Ökonom Eugen von Böhm-Bawerk untersuchte 1884 als einer der ersten das Zinsphänomen systematisch. Bei der Untersuchung der Frage, weswegen man überhaupt Zinsen verlangt, stellte er fest, dass das Einkommen im Lauf des Lebens ansteigt und man daher für heute verliehenes Geld in Zukunft auch mehr zurück erwartet, da man sonst nicht bereit wäre, durch das Verleihen von Geld sparsamer sein zu müssen. In seiner Agiotheorie vertrat er die Auffassung, dass gegenwärtige Güter gegenüber Zukunftsgütern mehr geschätzt werden müssten. Der Zins ist demnach das Aufgeld, das gegen die Hergabe von Gegenwartsgütern wegen der Minderschätzung zukünftiger Bedürfnisse bezahlt wird. Die Agiotheorie verlangt, dass wegen der ihr zugrunde liegenden positiven Zeitpräferenz ein möglicher Verzicht auf den aktuellen Konsum gegenüber dem zukünftigen Konsum mit einem Agio entgolten werden muss. Danach ist der Zins ein Agio, das beim Tausch von gegenwärtigen und zukünftigen Gütern entsteht.
Zweitens beobachtete Böhm-Bawerk, dass Menschen ihre zukünftigen Bedürfnisse meist unterschätzen und Geld lieber sofort ausgeben („Gegenwartspräferenz“). Um sie dennoch zum Verleihen zu bewegen, müsse man ihnen als Ausgleich Zinsen anbieten.
Der dritte Grund für das Verlangen von Zinsen ist nach Böhm-Bawerk darin zu sehen, dass Arbeit bei der Herstellung von Maschinen sehr nützlich eingesetzt wird, indem sie gewissermaßen in einen Produktionsumweg geleitet werden kann. Wenn Arbeiter eine Maschine produzieren, kann hinterher mehr damit hergestellt werden, als die Arbeiter vorher leisten konnten. Es entsteht eine „zusätzliche Ergiebigkeit“, ein Produktivitätszuwachs, und ein Gläubiger kann vom Schuldner erwarten, ihn „angemessen“ daran zu beteiligen. Zinsen lassen sich danach aus der zusätzlichen Ergiebigkeit der auf einen Produktionsumweg geleiteten Arbeit erklären. Um die Arbeiter im Voraus zu entlohnen, benötigt der Unternehmer Kapital, wofür er Zinsen zahlen muss und aus der zusätzlichen Ergiebigkeit der Arbeit auch zahlen kann. Böhm-Bawerk wollte so mit einer eigenen Erklärung des Zinses ein bedeutendes Argument des Marxismus entkräften, wonach der Zins Teil des Mehrwerts ist, der wiederum durch Ausbeutung der Arbeiter durch die Kapitalisten gewonnen wird.
Der Zins ist Eugen Böhm von Bawerk zufolge nicht der Preis des Geldes, sondern der Preis für die Zeit und belohnt den Verleiher für eine hypothetische Verschiebung seines Konsums.

### Erklärung des Zinses nach Ludwig von Mises
Der österreichische Nationalökonom Ludwig von Mises erklärte den Zins aus den subjektiven Wertungen der Menschen. Sie ziehen die Behebung eines unmittelbaren Unbefriedigtseins (etwa Hunger) der Behebung eines künftigen Unbefriedigtseins vor, daher wird eine bestimmte Menge heutiger Güter einer gleich großen Menge künftiger gleichartiger Güter vorgezogen. Da man demnach eine Menge heutiger Güter mit einer größeren Menge künftiger Güter wertmäßig gleichsetzen kann, ergibt sich ein Mengenunterschied zwischen diesen Gütern, der Zins.

### Erklärung des Zinses nach John Maynard Keynes
Nach der Liquiditätspräferenztheorie von John Maynard Keynes beruht Zins auf der besonderen Begehrtheit des Geldes. Nach ihm ist Zins die Belohnung für die Aufgabe von Liquidität über einen bestimmten Zeitraum oder – was das Gleiche ist – für die Nichthortung von Geld.
Der Vorteil des Geldbesitzes wird von Keynes Liquiditätsprämie des Geldes genannt. Sie besteht darin, dass man mit Geld überall und jederzeit problemlos zahlen kann, nicht aber mit anderen Dingen, beispielsweise mit einem Schuldschein aus einem Kreditvertrag. Außerdem hat ein Geldbesitzer Wahlfreiheit im Angebot von Waren und Dienstleistungen, die er für sein Geld erwerben kann.
Naturgemäß haben alle Wirtschaftsteilnehmer eine Vorliebe für den Besitz von Geld, eine Liquiditätspräferenz (englisch liquidity-preference), wie Keynes sich ausdrückt. Sie wollen zahlungsfähig sein und unter dem Marktangebot frei wählen können. Die Liquiditätspräferenz hängt nach Keynes ab von vier Beweggründen („Motiven“) zum Halten von Geld:
1. Einkommensmotiv (englisch income-motive) für die Überbrückung der Zeit zwischen Einnahme und Ausgabe des Einkommens,
2. Geschäftsmotiv (englisch business-motive) für die Überbrückung der Zeit zwischen Einkauf und Verkauf einer Ware,
3. Vorsorge- oder Vorsichtsmotiv (englisch precautionary-motiv) aus Vorsorge für bevorstehende und unvorhersehbare Ausgaben,
4. Spekulationsmotiv (englisch speculative-motive) aus der Erwartung günstigerer Gelegenheiten zur alternativen Verwendung des Geldes (bei steigender Anleihenrendite wird in Anleihen investiert; Spekulationsmotiv).

Einkommensmotiv und Geschäftsmotiv zusammen nennt Keynes auch Transaktionsmotiv (englisch transactions-motive).
Wer Geld weggibt, gibt – nach Keynes – die Verfügung über Geld als Universalzahlungsmittel auf. Der Vorteil des Geldbesitzes, die Liquiditätsprämie des Geldes, wird im Kreditgeschäft vom Kreditgeber an den Kreditnehmer verliehen. Für den dabei entgangenen Vorteil lässt sich der Kreditgeber einen Zins bezahlen, welcher die Höhe der Liquiditätsprämie verkörpert. Dieser Zins ist der Preis dafür, dass er über das verliehene Geld während der Laufzeit des Kredits nicht verfügen kann. Umgekehrt ist der Kreditnehmer bereit, für den erworbenen Vorteil des Geldbesitzes diesen Zins zu bezahlen.
Die Tatsache, dass Geld beim Behalten praktisch keine Nachteile (Durchhaltekosten) verursacht, macht es Kreditgebern risikolos, ihr Geld vom Kreditangebot zurückzuhalten, zu horten, solange ihnen der Zins für Kredite nicht hoch genug erscheint oder sie sein Steigen erwarten. Damit wird dem Wirtschaftskreislauf Geld in spekulativer Absicht entzogen und in der Spekulationskasse gehalten. Es verschwindet in der so genannten Liquiditätsfalle (englisch liquidity trap), wie Keynes sagt. Diese Zurückhaltung verhindert, dass der entsprechende Zinssatz gegen null sinkt. Keynes bemängelte, dass dadurch die Wirtschaft massiv gestört werden kann. Als Gegenmaßnahme schlug er eine ständige maßvolle Geldentwertung (Inflation) vor, welche gehortetes Geld entwertet und somit Geldhortung kostspielig macht.

### Weitere Zinstheorien
- Fruktifikationstheorie („Boden-Fruchtbarkeits-Theorie“): Zins als Ersatz für Bodenfruchtbarkeit (A. R. J. Turgot, Frankreich, 1727–1781),
- Abstinenztheorie („Enthaltsamkeitstheorie“): Zins als Entschädigung für Konsumverzicht (N. W. Senior, England, 1790–1864),
- Grenzproduktivitätstheorie: Zins entspricht der Grenzproduktivität des Kapitals (J. B. Clark, USA, 1847–1938),
- Urzinstheorie (Geld-Mehrwerttheorie): Zins auf Grund der höheren Begehrtheit flüssiger Zahlungsmittel (S. Gesell, 1862–1930),
- Dynamische Zinstheorie: Zins entspricht variablen Unternehmensgewinnen (J. A. Schumpeter, Österreich, 1883–1950),
- Loanable-funds-Theorie („Theorie ausleihbarer Fonds“): Zins bestimmt sich nach Kreditangebot und Kreditnachfrage (B. G. Ohlin, Schweden, 1899–1979).
- Eigentumstheorie des Zinses: Zins kompensiert einem Kreditgeber den Verlust der „Eigentumsprämie“, einem immateriellen Sicherheitsertrag aus Eigentum, die in seiner „freien Verkaufbarkeit, Verpfändbarkeit und Belastbarkeit“ besteht. (Gunnar Heinsohn/Otto Steiger, Deutschland)

## Zins als Wortbestandteil
Es gibt eine Vielzahl von Komposita, die den Zins als Wortbestandteil enthalten. Das Wort Zins steht zum einen für den Zinssatz, angegeben in Prozent pro Zeitintervall, üblicherweise pro Jahr. Zum anderen steht das Wort Zins für den Zinsbetrag, also den konkreten Geldbetrag, der sich aus der Höhe des verzinsten Kapitals und dem vereinbarten Zinssatz ergibt. Zinseszins ist die Mitverzinsung desjenigen Zinses, der auf das Kapital aufgeschlagen wird; diese Addition des Zinses auf das Kapital nennt man Zinskapitalisierung. Mathematisch wird in diesem Zusammenhang zwischen der einfachen oder linearen Verzinsung und der exponentiellen Verzinsung (Zinseszins) unterschieden.
Nominalzins ist der für Forderungen oder Verbindlichkeiten (Anleihen, Kredite) vereinbarte Zinssatz (Kreditzins, Sollzins), Habenzins der für Bankguthaben vergütete Zins, Realzins der Zinssatz nach Abzug der Inflationsrate. Der Realzins kann auch bei positivem Nominalzins negativ sein, wenn die Inflationsrate höher ist als der Nominalzins (siehe auch reale Größe). Effektivzins ist der Zinssatz, der sich aus der Einbeziehung des Nominalzinses und weiterer preisbestimmender Faktoren – beispielsweise Gebühren – ergibt. Als Zinsstruktur bezeichnet man die Abhängigkeit des Zinssatzes von der Dauer einer Geldanlage. Der Negativzins schließlich muss von einem Gläubiger (Kreditgeber) an den Schuldner (Kreditnehmer) entrichtet werden.
Ein Zwischenzins kann sich ergeben, wenn ein Schuldner eine Verbindlichkeit vor dem Tag der Fälligkeit begleicht. Der Zinssatz ist der wesentliche Teil einer Zinsrechnung, bei der zwischen verschiedenen Zinsberechnungsmethoden zu wählen ist; die Zinsstruktur reflektiert verschiedene Zinssätze. Ein Referenzzinssatz ist eine Bezugs- und Orientierungsgröße. Der Verzugszinssatz ist beim Zahlungsverzug vom Schuldner an den Gläubiger zu entrichten. Das Zinsniveau des Marktzinses entscheidet darüber, ob eine Hoch- oder Niedrigzinsphase besteht.
Weitere Komposita mit „Zins“ als Bestandteil sind Momentanzins, Zinsaufwand/Zinsertrag, Zinsberechnungsmethode, Zinseszins, Zinsformel, Zinskurve, Zinsniveau, Zinstag, risikofreier Zinssatz oder Zinsverbot.

## Zinskritik
Seit den Anfängen des Münzwesens gibt es Kritik am Zins und Vorbehalte gegenüber Geldverleihern. Aristoteles betrachtete den Zins als widernatürlich.

„Daher wird mit aller größter Berechtigung eine dritte Form der Erwerbstätigkeit, der Geldverleih gegen Zinsen, gehasst; denn dabei stammt der Gewinn aus dem Münzgeld selber, nicht aus der Verwendung, für die es geschaffen wurde, denn es entstand zur Erleichterung des Tauschhandels. …Zins aber ist Geld gezeugt von Geld. Daher ist auch diese Form von Erwerb am meisten wider die Natur.“

Der walisische Philosoph und Ökonom Richard Price veranschaulichte im 18. Jahrhundert anhand des Gedankenexperiments des Josephspfennigs die Kritik an der durch Zinseszinseffekte exponentiell anwachsenden Geldmenge, ließ dabei aber bestimmte Rahmenbedingungen und Auswirkungen unberücksichtigt.
Der Kaufmann, Finanztheoretiker und Sozialreformer Silvio Gesell stellte die Freiwirtschaftstheorie auf. Danach sollte der Zins möglichst minimiert werden. Diese Freigeldtheorie kam nur in einzelnen lokalen Experimenten zur Anwendung (das bekannteste 1932/33 im österreichischen Wörgl), hat aber heute noch Anhänger und findet seit der Finanzkrise ab 2007 wieder Beachtung in den Medien.
Im antisemitischen Klischee des raffgierigen jüdischen Geldverleihers verbinden sich Zinskritik und Rassismus. In den Jahren nach dem Ersten Weltkrieg ist hier der Nationalsozialist Gottfried Feder besonders hervorgetreten, der das Schlagwort „Brechung der Zinsknechtschaft“ prägte. Gemeint war „Zinsknechtschaft des jüdischen Weltwucherkapitals“.
Moderne deutschsprachige Vertreter der Zinskritik argumentieren meist ökonomisch oder sozial wie Dieter Suhr, Helge Peukert, Bernd Senf, Helmut Creutz und Franz Hörmann. Nach Ansicht der Zinskritiker vergrößern Zinsen stetig die Schere zwischen Arm und Reich. Zudem entstünden zwangsmäßig periodische Wirtschafts- und Schuldenkrisen, aus denen Kriege folgen könnten. Weitere Kritikpunkte sind Zeit- und Lohndiebstahl, Wachstumszwang, das (annähernd) exponentielle Anwachsen der Staatsschulden, die Ungleichbehandlung durch fehlende Einheitszinsen, das Weiterreichen von versteckten Zinsen, die in allen Produkten enthalten sind, an die Endverbraucher, was zur allgemeinen Verteuerung führt. Teilweise wird das gegenwärtige Zinswesen mit einem Ponzi-Schema verglichen.

## Deutschland
Das BGB bietet keine Legaldefinition des Begriffs „Zins“ an, sondern der Begriff wird vielmehr in den einzelnen einschlägigen Vorschriften bereits als bekannt vorausgesetzt. Das BGB kennt einen gesetzlichen Zins, den Basiszinssatz als Bezugswert, den Verzugszinssatz und den Zinseszins. Nach der Rechtsprechung des Reichsgerichts (RG), der zunächst auch der Bundesgerichtshof (BGH) gefolgt ist, war unter „Zins“ die fortlaufend zu entrichtende Vergütung für den Gebrauch eines in Geld oder anderen vertretbaren Sachen bestehenden Kapitals zu verstehen, die nach Bruchteilen des Kapitals berechnet wird und im Voraus dem Betrag nach bestimmt ist. Der BGH hat diese Definition später in zwei entscheidenden Punkten modifiziert. Er definierte 1978 den Zins nunmehr als „für die Überlassung des Kapitals verlangte gewinnunabhängige und umsatzunabhängige, aber von der Laufzeit bestimmte geldliche Vergütung“.
Es ist nicht mehr erforderlich, dass die Zinsschuld in zeitlich nacheinander folgenden Teilbeträgen entrichtet wird. Vielmehr kann die betreffende Summe auch auf einmal geleistet werden; es ist sogar möglich, den Gesamtbetrag von vornherein von der auszuzahlenden Kreditsumme einzubehalten. Schließlich genügt es, wenn der geschuldete Zins zum Zeitpunkt seiner Entstehung der Höhe nach lediglich bestimmbar ist. Damit ist es bei Gelddarlehen möglich, die Zinshöhe an einen beweglichen Marktfaktor – zum Beispiel an einen Referenzzinssatz wie EURIBOR oder LIBOR –  zu binden. Somit wird heute der Zins allgemein als laufzeitabhängige, jedoch gewinn- und umsatzunabhängige, in Geld zu entrichtende Vergütung für die Möglichkeit des Kapitalgebrauchs definiert, die in einem Bruchteil des Kapitals ausgedrückt wird.
Nach herrschender Meinung sind Zinsen die laufzeitabhängige, gewinn- und umsatzunabhängige, in Geld oder anderen vertretbaren Sachen zu entrichtende Vergütung für den Gebrauch eines auf Zeit überlassenen Kapitals. Die Zinshöhe darf auch von dem Ausgang eines ungewissen Ereignisses abhängig gemacht werden. Ansonsten ist die vertraglich vereinbarte Zinshöhe gesetzlich nicht begrenzt, weil die freie Zinsvereinbarung als Teil der Vertragsfreiheit gilt. Gesetzliche Schranken der Zinshöhe sind Sittenwidrigkeit und Zinswucher. Nicht einmal die Gleichartigkeit von Zins und Hauptschuld ist erforderlich. Wesentliches Merkmal bleibt die akzessorische Natur des Zinses zu einer Hauptforderung, die meist als Kapitalschuld besteht. Ohne deren Bestand können Zinsen nicht selbständig entstehen. Das Darlehen muss zudem ausgezahlt worden sein. Der Zins ist im Verhältnis zum Kapital in der Regel eine Nebenschuld, die sich regelmäßig erneuert. Sind Zinsen entstanden, werden sie vom Hauptanspruch unabhängig und können selbständig eingeklagt, abgetreten, verpfändet oder gepfändet werden. Wenn der Hauptanspruch erlischt, endet die Zinspflicht sogleich.
Ob eine Leistung Zins ist oder nicht, hängt nicht von ihrer Bezeichnung ab („Gebühr, Provision, Spesen“), sondern richtet sich nach ihrem wahren wirtschaftlichen Zweck. Keine Zinsen sind daher Vergütungen für besondere Leistungen bei der Kapitalbeschaffung und -auszahlung wie etwa sogenannte Bereitstellungszinsen sowie Bearbeitungs- und Verwaltungsentgelte. Die Rechtsprechung hat es stets abgelehnt, anders geartete Leistungen als Zinsen zu akzeptieren, wie Gewinn- oder Umsatzbeteiligungen, die unabhängig von der Höhe der Kapitalleistung und ihrer Bedeutung für den Kapitalnehmer allein auf dem Erfolg beruhen, den der Kapitalnehmer erzielt. Zu den Zinsen gehören Überziehungszinsen und eine einmalige Gebühr beim Teilzahlungskredit. Ein zur Senkung des Nominalzinses führendes Disagio (Damnum) gehört zu den Zinsen, da es sich in der Bankenpraxis zu einem Rechenfaktor für die Zinsbemessung entwickelt hat. Auch der Bundesfinanzhof stellt beim Disagio auf den Zinsbegriff des bürgerlichen Rechts ab. Bei Wucherfragen steht der Effektivzins im Vordergrund, der auch alle Kosten und Nebenleistungen beinhaltet, auch Kreditvermittlungskosten.

## Zinsänderungsklauseln
Zinsänderungs- oder Zinsgleitklauseln stellen Preisanpassungsklauseln dar, die den Kreditinstituten gestatten, den bei Vertragsabschluss festgelegten Preis nachträglich zu ändern. Es handelt sich um eigenständige Preisnebenabreden, die die Änderung eines vereinbarten Zinssatzes bewirken sollen. Die Kreditinstitute verfolgen hiermit das rechtlich anerkannte Ziel, Zinsänderungen auf den Kapital- und Geldmärkten an ihre Kunden weiterzugeben, ohne dass es einer Vertragsänderung bedarf. Diese Klauseln waren bereits mehrfach Gegenstand der höchstrichterlichen Rechtsprechung des BGH. Derartige Zinsänderungsklauseln kommen sowohl in Kreditverträgen als auch bei der Geldanlage vor. Für eine nach § 307 BGB und § 492 Abs. 1 Satz 5 Nr. 5 BGB genügende Zinsanpassungsklausel im Kreditgeschäft bedarf es der Angabe der notwendigen Berechnungsparameter. Dabei sind als Referenzzinssätze der Basiszinssatz nach § 247 BGB, EURIBOR, LIBOR oder EONIA geeignet. Wenn sich eine Bank in einem formularmäßigen Kreditvertrag einseitig eine Zinsänderung vorbehält, so ist eine derartige Klausel grundsätzlich dahin auszulegen, dass sie lediglich eine Anpassung (Erhöhung oder Senkung) des Vertragszinses an kapitalmarktbedingte Änderungen der Refinanzierungskonditionen der Bank gemäß § 315 BGB ermöglicht. Eine solche Klausel hält der gerichtlichen Inhaltskontrolle stand.
Nach § 308 Nr. 4 BGB ist die Vereinbarung eines Zinssatzänderungsrechts der Kreditinstitute unwirksam, sofern nicht die Vereinbarung der Änderung oder Abweichung unter Berücksichtigung der Interessen der Banken für den Kunden zumutbar ist. Deshalb sind derartige unzumutbare Klauseln in Sparverträgen nichtig. Die Zumutbarkeit einer Zinsanpassungsklausel sei dann zu bejahen, wenn die Interessen der Banken die für das jeweilige Geschäft typischen Interessen des Kunden überwiegen oder ihnen zumindest gleichwertig sind. Das setze eine Fassung der Klausel voraus, die nicht zur Rechtfertigung unzumutbarer Änderungen dienen kann, und erfordere im Allgemeinen auch, dass für den Kunden zumindest ein gewisses Maß an Kalkulierbarkeit der möglichen Zinsänderungen besteht.
Das „anerkennenswerte Interesse“ der Banken und Sparkassen, die Zinsen in Zeiten des wechselhaften Kapitalmarktes anzupassen, änderten hieran nichts. Ihnen sei zuzumuten, unter den Bezugsgrößen des Kapitalmarktes diejenigen oder eine Kombination von ihnen auszuwählen und sie für den Kunden erkennbar und ausdrücklich zum Maßstab für künftige Zinsänderungen zu machen.

### Refinanzierungsbedingte Zinsänderungsklauseln
Dabei erkennt die Rechtsprechung an, dass insbesondere der Zinssatz den wechselnden und bei Vertragsabschluss meist nicht überschaubaren künftigen Refinanzierungsmöglichkeiten angepasst werden muss. Der BGH hat Bankkredite mit inhaltlich unbeschränkten Zinsänderungsklauseln bisher einschränkend dahin ausgelegt, dass sie den kreditgebenden Kreditinstituten Änderungen des Zinssatzes nur nach Maßgabe der kapitalmarktbedingten Veränderungen ihrer Refinanzierungskonditionen gestatten. Ein berechtigtes Interesse der Kreditinstitute, ihre Zinssätze den veränderlichen Gegebenheiten des Kapitalmarktes nicht nur bei Neuabschlüssen, sondern auch bei bestehenden Verträgen anzupassen, ist vom Bundesgerichtshof für das Aktivgeschäft mehrfach anerkannt worden. Ein solches Interesse ist auch für das Passivgeschäft grundsätzlich anzuerkennen, muss jedoch den vom BGH hierzu entwickelten Leitlinien entsprechen und insbesondere eine angemessene Bezugsgröße aufweisen.

### Bonitätsorientierte Zinsänderungsklauseln
Bonitätsorientierte Zinsänderungsklauseln knüpfen die Höhe des vom Kreditnehmer zu zahlenden Zinssatzes an das sich aus dem aktuellen Rating ergebende Ausfallrisiko des Kreditnehmers. Dieser allein kann seine eigene Bonität und damit diese Art der Zinsänderung beeinflussen. Auslöser einer Zinsänderung sind somit nicht veränderte Marktzinsen, sondern alleine die etwaigen Ratingveränderungen des Kreditnehmers. Um diese zu berücksichtigen, wird in aller Regel im Kreditvertrag eine Vereinbarung getroffen, wonach sich die vorher festgelegten Kreditmargen je nach eintretenden Ratingveränderungen ebenfalls verändern sollen (so genannte „margin grids“ oder „margin ratchets“; siehe Covenants). Dadurch soll erreicht werden, dass die Kreditmargen mit der Erhöhung des Ausfallrisikos (also mit Ratingverschlechterung) automatisch ansteigen sollen und umgekehrt, ohne dass es hierzu neuer vertraglicher Vereinbarungen bedarf.
Diese Abwälzung des Bonitätsänderungsrisikos auf den Kreditnehmer ist anerkannt, wie auch die Ansprüche auf Nachbesicherung zeigen. Die Nachbesicherung ist ebenfalls an Bonitätsverschlechterungen geknüpft, wie sie durch eine wesentliche Verschlechterung der Vermögensverhältnisse eintreten kann. Diese Art der Zinsänderungsklauseln ist von der Rechtsprechung ebenfalls anerkannt. Der mit der Veränderung eines individuellen Ausfallrisikos verbundene Wechsel in eine andere Ratingklasse („Ratingmigration“) stellt einen sachlichen Grund für eine Zinsänderung dar.